# Mount Franklin (Antarktika)
Mount Franklin ist ein 450 m hoher Berg in der antarktischen Ross Dependency. Auf der Edward-VII-Halbinsel ragt er in der südlichen Gruppe der Rockefeller Mountains zwischen dem Breckinridge Peak und dem Washington Ridge auf.
Entdeckt wurde er am 27. Januar 1929 während eines Überfluges bei der ersten Antarktisexpedition (1928–1930) des US-amerikanischen Polarforschers Richard Evelyn Byrd. Die Benennung erfolgte bei der ebenfalls von Byrd geleiteten United States Antarctic Service Expedition (1939–1941).
Der Namensgeber ist nicht überliefert.